# Xã East Norriton, Quận Montgomery, Pennsylvania
Xã East Norriton (tiếng Anh: East Norriton Township) là một xã thuộc quận Montgomery, tiểu bang Pennsylvania, Hoa Kỳ. Năm 2010, dân số của xã này là 13.590 người.